# Adolf Bernhard Marx
Adolf Bernhard Marx (født 15. maj 1795, død 17. maj 1866) var en tysk musikforfatter.
Marx var oprindelig juridisk embedsmand, men helligede sig allerede tidligt til musikken, hvis teori han studerede under Türk og senere under Zelter. I Berlin grundlagde Marx Allgemeine Musikalische Zeitung (1824—30) og holdt foredrag ved universitetet, fra 1830 som fast ansat professor i musikhistorie, og var fra 1832 tillige universitets musikdirektør.
I 1850 deltog han i grundlæggelsen af det Sternske konservatorium, men trak sig allerede 1856 tilbage igen for at leve som privat musiklærer, i hvilken egenskab Marx uddannede en mængde elever, ligesom han i det hele indtog en fremskudt og anset, om end ikke ubestridt stilling i Berlins musikliv.
Marx' hovedværk er den omfangsrige Lehre der musikalischen Komposition (4. bind, 1837—47), der delvis indførte nye synspunkter for
teoriundervisningen og blev forbilledet for flere lignende musikpædagogiske værker (Lobe, Sechter); endvidere udgav Marx Allgemeine Musiklehre (1839, senere talrige oplag), Die Musik des 19. Jahrhunderts und ihre Pflege (1855).
I disse og andre skrifter samt i sin musiktidende kæmpede Marx for klassikernes, navnlig for Bachs og Händels rette pleje. Endelig forfattede han Ludwig van Beethovens Leben und Werke (1858, ofte oplagt, 6. oplag 1911, bearbejdet af Gustav Behncke), Gluck und die Oper (1863) og Erinnerungen aus meinem Leben (1855).